# Lauro de Freitas (político)
Lauro Farani Pedreira de Freitas, conhecido como Lauro de Freitas (Alagoinhas, 15 de abril de 1901 – Bom Jesus da Lapa, 11 de setembro de 1950), foi um engenheiro e político brasileiro, morto em acidente aéreo e conhecido por dar nome à cidade baiana de Lauro de Freitas.

## Biografia
Filho de Graciliano Pedreira de Freitas e de Marianina Farani de Freitas. Após os estudos iniciais na cidade natal, muda-se para Salvador, onde cursa o secundário no Colégio Antônio Vieira. Formou-se Engenheiro Civil na Escola Politécnica da Bahia.
Foi desenhista e inspetor de obras de arte; professor de Cosmografia e Geofísica do Ginásio da Bahia; superintendente da Compagnie de Chémins de Fer Fédéraux de L'Est Brésilien, o qual desenvolveu um excelente trabalho,  melhorando as condições da Estação São Francisco na cidade de Alagoinhas e a relação dos trabalhadores ferroviários com a concessionária francesa que após a revolução assumiu a administração mas sendo um fiasco, foi aí entregue a Lauro de Freitas, em Salvador; presidente da Caixa de Aposentadoria e Pensões dos Ferroviários da Bahia e de Sergipe; diretor da Viação Férrea Leste Brasileiro. Foi eleito constituinte e deputado federal, pela Bahia, em 1945, na legenda do Partido Social Democrático (PSD), pela qual concorreu, em 1950, ao Governo da Bahia.
Morreu em campanha, poucos dias antes do pleito de outubro, em acidente aéreo, às margens do rio São Francisco, em Bom Jesus da Lapa. Também morreu no acidente o pai do futuro governador da Bahia Nilo Moraes Coelho, o deputado Gercino Coelho, de Guanambi, que concorria como seu vice, além do piloto caetiteense Guilherme Brandão de Castro.
Era casado com Elvira Pena Pedreira de Freitas, com quem teve cinco filhos.